# Alla Tsuper
Alla Petrovna Tsuper, född den 16 april 1979 i Rovno (nu Rivne), Ukrainska SSR, Sovjetunionen är en ukrainsk och därefter vitrysk freestyleåkare.
Hon tog OS-guld i damernas hopp i samband med de olympiska freestyletävlingarna 2014 i Sotji.